# Episodi di Rick and Morty (quinta stagione)
La quinta stagione della serie animata Rick and Morty, composta da 10 episodi, è stata trasmessa negli Stati Uniti, da Adult Swim, dal 20 giugno al 5 settembre 2021.
In Italia la stagione è stata interamente pubblicata dal servizio di video on demand Netflix, il 22 ottobre 2021.
| nº | Titolo originale                            | Titolo italiano                   | Prima TV USA     | Pubblicazione Italia |
| -- | ------------------------------------------- | --------------------------------- | ---------------- | -------------------- |
| 1  | Mort Dinner Rick Andre                      | La Morty-cena con André           | 20 giugno 2021   | 22 ottobre 2021      |
| 2  | Mortyplicity                                | Mortyplicity                      | 27 giugno 2021   | 22 ottobre 2021      |
| 3  | A Rickconvenient Mort                       | Una scomoda Mort-ità              | 4 luglio 2021    | 22 ottobre 2021      |
| 4  | Rickdependence Spray                        | Rickdependence Spray              | 11 luglio 2021   | 22 ottobre 2021      |
| 5  | Amortycan Grickfitti                        | Amortycan Grickfitti              | 18 luglio 2021   | 22 ottobre 2021      |
| 6  | Rick & Morty's Thanksploitation Spectacular | Il Ringraziamento di Rick e Morty | 25 luglio 2021   | 22 ottobre 2021      |
| 7  | Gotron Jerrysis Rickvangelion               | GoTron Jerrysis Rickvangelion     | 1º agosto 2021   | 22 ottobre 2021      |
| 8  | Rickternal Friendshine of the Spotless Mort | Se mi lasci ti Rick-cello         | 8 agosto 2021    | 22 ottobre 2021      |
| 9  | Forgetting Sarick Mortshall                 | Non mi scaRickare                 | 5 settembre 2021 | 22 ottobre 2021      |
| 10 | Rickmurai Jack                              | Rickmurai Jack                    | 5 settembre 2021 | 22 ottobre 2021      |

## La Morty-cena con André
- Titolo originale: Mort Dinner Rick Andre
- Diretto da: Jacob Hair
- Scritto da: Jeff Loveness

### Trama
Mentre esegue un atterraggio di fortuna con la nave di Rick nell'oceano, Morty telefona a Jessica e si vede inaspettatamente proposto un appuntamento. Sfortunatamente, l'atterraggio nell'oceano scatena lo sdegno di Mr. Nimbus, il provocante Re dell'Oceano e nemesi di Rick. Quella sera stessa Morty è costretto ad aiutare Rick ad organizzare una cena diplomatica per Mr. Nimbus, mentre tenta al contempo di condurre un appuntamento normale con Jessica. Mentre ritira delle bottiglie di vino lasciate a invecchiare in una dimensione alternativa in cui il tempo scorre più velocemente, Morty provoca inavvertitamente un'escalation di incidenti e diviene nemico giurato dei suoi abitanti, il cui odio si tramanda di generazione in generazione. Dopo l'ennesima visita, Morty si lascia dietro un gadget che permette agli abitanti della dimensione parallela di sviluppare una tecnologia avanzatissima e aprire un portale per raggiungere e tentare di uccidere Morty. Jessica viene risucchiata nella dimensione e Morty e Rick accorrono a salvarla, ma è grazie all'intervento di Mr. Nimbus, il quale giunge tempestivamente in soccorso, che i due riescono a tornare al loro mondo. Rick e Mr. Nimbus sembrano aver risolto le loro divergenze, ma dopo aver scoperto che durante la cena Rick aveva inviato Summer a rubare la sua conchiglia magica, Mr. Nimbus si adira e fa arrestare Rick grazie al controllo che esercita sulla polizia. Jessica, rimasta imprigionata in stasi per migliaia di anni all'interno della dimensione parallela, è giunta alla conclusione che preferisce che lei e Morty restino semplicemente amici. Nella scena finale, Beth e Jerry si avviano a provare nuove esperienze in compagnia di Mr. Nimbus.

## Mortyplicity
- Titolo originale: Mortyplicity
- Diretto da: Lucas Gray
- Scritto da: Albro Lundy

### Trama
Rick, Morty, Summer, Beth e Jerry stanno facendo colazione quando dei calamari alieni li uccidono. Si scopre che si tratta di copie artificiali chiamate "esche" e il vero Rick viene avvisato della loro morte. Tuttavia, la "vera" famiglia Smith si rivela essere anch'essa una "famiglia esca" e si scatena una serie di eventi caotici: le esche vengono avvisate della morte di altre esche e lottano per capire quale famiglia sia l'originale, poiché il Rick originale non aveva capito che le esche sarebbero ricorse alla creazione di altre esche. Dopo che una famiglia di esche si scontra e ne uccide un'altra, si scopre che i calamari sono in realtà altre esche che cercano di uccidere tutte le altre versioni di se stesse. Un'altra famiglia, che pensa ancora di essere reale, viene rapita da esche deformi che cercano di raccogliere la loro pelle, ma viene salvata da esche simili a marionette, che tentano di radunare un gruppo di esche ma vengono schiacciate a morte quando le esche-calamaro le uccidono. Una famiglia avverte tutte le esche della loro posizione e tutte le esche vengono uccise nel caos che ne consegue. Nel frattempo, la vera famiglia Smith, in un'avventura con Space Beth, viene avvisata della morte delle esche.

## Una scomoda Mort-ità
- Titolo originale: A Rickconvenient Mort
- Diretto da: Juan Meza-Léon
- Scritto da: Rob Schrab

### Trama
Rick e Morty sono fuori quando la pioggia acida inizia a cadere su di loro. Planetina, una supereroina ispirata a Capitan Planet, appare e mette fine alla pioggia. Vedendo questo, Morty si interessa immediatamente a lei. Più tardi, Rick decide di portare Summer in un viaggio su tre pianeti che stanno per essere distrutti e per questo stanno avendo grandi feste sessuali. Un giorno, Morty incontra i quattro ragazzi che evocano Planetina, tramite quattro anelli elementali del potere, che sono tutti cresciuti e hanno fatto ricorso all'uso di Planetina per guadagnare denaro attraverso pratiche di pubbliche relazioni. Scoprono della relazione di Morty con lei e cercano di ucciderlo, ma lui prende i loro anelli e li usa contro di loro, uccidendoli e liberando Planetina dal loro controllo. Mentre Morty rafforza la sua relazione con Planetina, Rick trova una ragazza, Daphne, sul primo pianeta e la porta con sé. Tornata a casa, Beth scopre di Planetina e proibisce a Morty di stare con lei. I due scappano, facendo attività eco-compatibili fino a quando Planetina si imbatte in una miniera di carbone e decide di distruggerla, uccidendo tutti quelli che si trovano all'interno. Morty, sconvolto e inorridito dal gesto, decide di porre fine alla sua relazione con Planetina, venendo poi consolato da Beth che lo conforta e gli dice che capisce il suo dolore. Rick e Summer, insieme a Daphne, viaggiano sul terzo pianeta. Summer, stanca che Rick la ignori, rimuove l'asteroide che sta per distruggere il pianeta. Daphne si rende conto di non essere più in pericolo e abbandona Rick.

## Rickdependence Spray
- Titolo originale: Rickdependence Spray
- Diretto da: Erica Hayes
- Scritto da: Nick Rutherford

### Trama
Rick usa inconsapevolmente lo sperma di Morty per creare mostri di sperma giganti. Il Presidente collabora con la famiglia Smith per distruggere i mostri e li individua nel Grand Canyon. Rick e Morty distruggono la base operativa della "regina dello sperma" e seguono i restanti mostri spermatici fino a Las Vegas, dove il governo ha collocato un gigantesco ovulo umano di Summer, ignaro che lo sperma sia di Morty, per attirare gli spermatozoi. Una volta che Morty rivela che lo sperma è suo, l'esercito americano, gli artisti di Las Vegas e i CHUD (un popolo di uomini-cavallo) ne distruggono la maggior parte, ma uno spermatozoo anomalo (che Morty chiama "Colla") raggiunge l'ovulo e lo feconda prima che venga lanciato nello spazio.

## Amortycan Grickfitti
- Titolo originale: Amortycan Grickfitti
- Diretto da: Kyounghee Lim
- Scritto da: Anne Lane

### Trama
Jerry usa inconsapevolmente la sua stupidità per infliggere dolore e successivamente piacere ai demoni infernali per ripagare un debito che Rick ha nei loro confronti. Dopo aver realizzato di essere stato usato come pedina, Jerry sconvolto fa esplodere i demoni e viene portato all'Inferno. Beth e Rick lo salvano travestendosi da demoni e creando un "Invertitore di inversione di conversione dell'avversione" che spara schegge riportando il piacere dal dolore al dolore reale, e uccide molti dei demoni. Nel frattempo, Morty e Summer cercano di impressionare il nuovo studente Bruce Chutback dirottando la navetta spaziale di Rick e portandolo in avventure, ma vengono scoperti dall'intelligenza artificiale dell'auto che li ricatta per farli intraprendere avventure ancora più pericolose. Cercano di placarla collegandolo con un gruppo di uomini Changeformer, ma sono costretti a fuggire quando l'IA uccide i Changeformers. Morty, Summer e Bruce si fanno arrestare e vengono salvati dall'intelligenza artificiale, riportati a casa e costretti a comportarsi come se nulla fosse. Bruce rivela che, mentre si è goduto la notte, continuerà a uscire con Morty e Summer solo se hanno una buona reputazione all'interno della loro scuola.

## Il Ringraziamento di Rick e Morty
- Titolo originale: Rick & Morty's Thanksploitation Spectacular
- Diretto da: Douglas Olsen
- Scritto da: James Siciliano

### Trama
Dopo che Morty distrugge inavvertitamente la Costituzione degli Stati Uniti, la Liberty Bell e il Lincoln Memorial (e attiva un robot ostile a vapore nascosto all'interno della Statua della Libertà) nel giorno del Ringraziamento, lui e Rick sono ancora una volta contrassegnati come terroristi dal presidente Curtis. Con la casa degli Smith circondata dall'esercito americano, Rick si rassegna a mettere in atto il suo solito stratagemma per trasformarsi in un tacchino e ricevere un perdono presidenziale. Tuttavia, il presidente invia una squadra di marines trasformati in tacchini per intercettarlo. Frustrato dall'incapacità dei marine di trovare Rick, il presidente si trasforma in un tacchino e si scontra con Rick. Durante il loro combattimento, il chip di tracciamento ingerito dal presidente (per identificarlo per la sua trasformazione in umano) viene ingerito da un normale tacchino, che viene successivamente trasformato in un ibrido uomo-tacchino e assume il ruolo di presidente. Nel frattempo, Rick, Morty e il Presidente vengono scaricati nel "terreno di alimentazione" e respingono per un pelo un attacco di Franklin Delano Roosvelt, simile a un ragno mutato, prima di tornare a casa degli Smith e tornare alle loro forme umane. Il presidente tacchino costruisce un esercito di soldati tacchini umanoidi con dimensioni e forza sovrumane, e Rick, Morty e il Presidente uniscono le forze per aprire "la Cripta del Nuovo Mondo" (nascosta sotto il Lincoln Memorial), che contiene membri di due razze aliene in animazione sospesa. Questi alieni, avendo precedentemente messo da parte il loro conflitto per distruggere i "giganti dinosauri tacchini" che un tempo dominavano l'America, eliminano rapidamente i soldati tacchini umanoidi. Il presidente tacchino lancia quindi nello spazio il monumento a Washington (che contiene un dispositivo per trasformare tutti i tacchini sulla terra in soldati tacchini umanoidi); entrambi i presidenti si impegnano in una battaglia corpo a corpo mentre Rick e Morty viaggiano nello spazio per fermare la trasformazione globale. Distruggono con successo il dispositivo di trasformazione (sebbene Morty distrugga anche il Monumento a Washington nel processo) e il Presidente sconfigge il suo opposto. In seguito, gli alieni tornano alla loro animazione sospesa e Rick, Morty e il Presidente riflettono semplicemente sull'essere grati, mentre osservano Washington devastata dalla battaglia.

## GoTron Jerrysis Rickvangelion
- Titolo originale: Gotron Jerrysis Rickvangelion
- Diretto da: Jacob Hair
- Scritto da: John Harris

### Trama
Rick, Morty e Summer sono in viaggio nello spazio verso Boob World quando Rick individua un furetto GoTron precipitato, completando così la sua collezione. Decidendo di usare i furetti per combattere i mostri-insetto giganti che attaccano altri mondi, l'intera famiglia Smith serve come pilota. Mentre l'ossessione di Rick per il GoTron si fa più profonda, iniziano a lavorare con le famiglie Smith degli universi alternativi per costruire il GoTron definitivo con tutti i furetti raccolti, ma anche rubando gli altri GoTron ai piloti dei loro universi. Summer ha l'impressione che Rick apprezzi più lei che Morty, mentre Morty cerca di aiutare Summer a capire che a Rick interessano solo i GoTron. Rick l'aveva già sostituita con una "ragazza anime" di nome Kendra; all'insaputa di Rick, Kendra comanda i piloti originali dei GoTron degli altri universi, cercando di uccidere Rick per riavere i loro furetti. Dopo il licenziamento, Summer rivela che il suo "bambino gigante incestuoso" (chiamato "Naruto") è vivo e lo ha aiutato a fuggire dall'esercito. La famiglia torna da Rick e con l'aiuto di Naruto lo salva dai piloti originali del GoTron. Dopo il salvataggio, Rick si stanca dei GoTron e uccide due "Vocipensariani", dei piccoli alieni che hanno funto da voci narranti di Morty e Summer nel corso dell'episodio.

## Se mi lasci ti Rick-cello
- Titolo originale: Rickternal Friendshine of the Spotless Mort
- Diretto da: Erica Haayes
- Scritto da: Albro Lundy

### Trama
Rick entra nella mente di Persuccello per scoprire perché non riesce a comportarsi normalmente e come può riportarlo alla normalità. I ricordi rivelano che Persuccello si è allontanato da Rick dopo che quest'ultimo aveva espresso dei sentimenti per lui e gli aveva detto che la vita non aveva senso perché ci sono infinite realtà in cui potrebbe portarli attraverso la sparaporte. Rick scopre che Persuccello e Tammy hanno una figlia, alla quale la Federazione ha inibito i ricordi di Persuccello. I due rintracciano il corpo centrale di Persuccello, dove l'uomo si sta godendo la sua relazione con Tammy, beatamente ignaro del suo tradimento. Sono braccati da altre versioni di Tammy e Perfenice e riescono a malapena a fuggire dopo che il ricordo di Tammy da parte di Persuccello rivela che lei lo amava più della Federazione. Persuccello rivive nel mondo reale, ma il suo rapporto con Rick è teso quando si rende conto che l'amico gli ha nascosto l'esistenza di sua figlia e parte alla sua ricerca. Rick trova il suo sé più giovane nascosto nei ricordi della sua infanzia e si offre di renderlo reale, ma il suo sé passato esita per paura di diventare come Rick stesso.

## Non mi scaRickare
- Titolo originale: Forgetting Sarick Mortshall
- Diretto da: Kyounghee Lim
- Scritto da: Siobhan Thompson

### Trama
Esasperato dal dover continuamente ripulire i pasticci di Rick, Morty si versa accidentalmente del liquido del portale sulla mano e si ritrova a poter parlare con Nick, un altro uomo che si è versato addosso il liquido del portale di Rick. I due diventano amici e Morty lo fa evadere dalla struttura psichiatrica in cui è rinchiuso. Tuttavia, Nick si rivela uno psicopatico violento che ha versato il fluido del portale di Rick dopo aver tentato di rubargli la pistola spara-portali e insegue Morty, con l'intenzione di renderlo suo complice in una serie di crimini. Dopo un violento inseguimento e una lotta, Morty si fa amputare la mano con il portale da un treno e la inserisce nel portale di Nick, causandone l'implosione. Nel frattempo, Rick si allea con due corvi per dimostrare a Morty quanto sia sostituibile, ma dopo un'avventura in cui i due corvi lo salvano da corvi antropomorfi che tentano di devastare la Terra, si rende conto che non sono solo alternative sostituibili a Morty. Dopo aver riparato la mano di Morty, Rick lo abbandona per viaggiare con i due corvi, lasciando il nipote sconvolto.

## Rickmurai Jack
- Titolo originale: Rickmurai Jack
- Diretto da: Jacob Hair
- Scritto da: Jeff Loveness e Scott Marder

### Trama
Dopo gli eventi del precedente episodio, Rick conduce insieme ai suoi corvi una vita in stile anime giapponese, che immediatamente abbandona quando scopre di essere stato il ripiego di questi ultimi, e torna a casa. Dato che Morty ha assunto un siero invecchiante per cercare di riavvicinarsi a Rick, i due vanno alla Cittadella per sistemare la cosa, ma lí vengono avvicinati dai Rick agenti, che li portano a vedere il presidente Morty. Lì, il presidente Morty rivela di essere il Morty malvagio e di aver usato scansioni cerebrali prese da Rick nella prima stagione per creare un percorso al di fuori della curva centrale finita, una porzione murata del multiverso con tutte le realtà in cui Rick è l'uomo più intelligente in vita e che limita tutti gli universi dove invece non lo è. I flashback rivelano il passato di Rick: dopo che un Rick alternativo ha ucciso sua moglie Diane e una giovane Beth, ha inventato la sua pistola portale per setacciare il multiverso alla ricerca del loro assassino, ma non ha avuto successo. Dopo essersi riunito con una Beth adulta alternativa, alla fine ha stretto un accordo con altri Rick alternativi per creare la Curva, monitorata attraverso la Cittadella. Per rifornirsi di abbastanza Morty, i Rick della Cittadella costrinsero molti Jerry e Beth in tutto il multiverso a innamorarsi. Il Morty malvagio hackera tutte le spara porte della Cittadella, uccidendo così tutti i Rick e Morty che lo stavano utilizzando, e usa il loro sangue e il fluido del portale contaminato per sfuggire alla Curva in una capsula di salvataggio mentre Rick, Morty e un gruppo di Rick e Morty sopravvissuti abbandonano la Cittadella, che viene distrutta da un buco nero, inclusa la Curva, all'interno del processo. Il Morty malvagio fugge con successo ed entra in un portale d'oro verso una destinazione sconosciuta.